# Діти Ніколіана
Діти Ніколіана — науково-фантастична повість українського радянського письменника Олександра Тесленка. Повість уперше опублікована у збірці творів Олександра Тесленка «Корида», яка надрукована у 1983 році у видавництві «Молодь» у серії «Компас» (Пригоди, Подорожі, Фантастика) тиражем у 30 тисяч примірників, повторно повість опублікована у збірнику «Дьондюранг» у 1987 році у видавництві «Веселка» в книжковій серії «Пригоди. Фантастика» тиражем у 65 тисяч екземплярів. У повісті йдеться про моральну відповідальність людини перед суспільством за усі її вчинки, та неминучу розплату за свої діяння.

## Сюжет повісті
Повість розпочинається із опису життя космодослідника Віллі Джеррі, який у молодому віці зазнав розчарування у коханні, й після цього вирішив не заводити сім'ї, а для продовження роду замовив свій клон в інституті генетики, якого виростив біокібер за постійної відсутності батька. Вже в дитинстві хлопчик, якого назвали Ніколіаном, відчував самотність та відчуженість від решти дітей у зв'язку із тим, що він єдиний у класі не мав матері, а був клонований від батька. Після закінчення школи він вступає на біологічний факультет місцевого університету, який успішно закінчує. Перед закінченням університету він також зазнає розчарування у коханні, і вирішує не заводити родини. Це подобається його батькові, який відчуває подібність характеру сина до свого власного, хоча й він бажає синові кращого і щасливішого життя, ніж прожив він сам. За короткий час, після повернення із своєї останньої експедиції на придатну до життя планету Едіна, Віллі Джеррі помирає. Ще з дитинства у Ніколіана формується байдужість до інших людей, і він вирішує покинути Землю. та поселитися на нововідкритій його батьком планеті, яку на його пропозицію перейменували на Дюлію. На Дюлію переселилось 600 тисяч землян, які бажали побудувати новий світ, проте за деякий час виявилось, що всі люди, як і представники вищого тваринного світу, стали безплідними. Причиною цього став рідкісне космічне поле, якому дали назву «Циклоп», і, хоча його дія швидко закінчилась, вона стала для усіх живих істот на планеті незворотною. Це стало серйозним ударом для поселенців, проте Ніколіан Джеррі запропонував їм вихід у створенні комбінату із клонування жителів планети, на якому б створювалися нащадки дюлійців. Проте у дійсності матеріалом для створення клонів мали стати неуражені космічним полем члени космічних кораблів із Землі. За допомогою своїх однодумців Ніколіан розпочав будівництво біокомбінату під назвою «Вікторія», а за короткий час робота комбінату була запущена на повну потужність після вбивства командира одного із земних кораблів, який прибув на Дюлію. Для повного підкорення решти колоністів планети Ніколіан Джеррі розпочав використовувати наркотик під назвою ремініс, який його підручні оголосили корисним для обміну речовин. На планеті встановилась атмосфера страху та залякування, а члени нечисленних земних космічних кораблів нерідко ставали жертвами комбінату смерті. Ситуаціація змінилась із прибуттям космічного корабля із екіпажем у 300 осіб під керівництвом ученого-біолога Ферроса Вейна. Хоча спочатку корабель із Землі зустріли із розкритими обіймами, проте надалі обманом екіпаж виманили із корабля, сам корабель огололосили технічно несправним, а пізніше частина членів екіпажу стали жертвами біокомбінату, а частину членів екіпажу примусили співробітничати із Ніколіаном та його поплічниками. Проте частина землян під керівництвом Ферроса Вейна зуміла налагодити таємний зв'язок із Землею. Земля відрядила інший космічний корабель із допомогою, щоправда, на його приліт довелось чеками 4 роки. Після прильоту корабель відразу за допомогою енергії своїх двигунів знищив вибухом біокомбінат «Вікторія». Ніколіан Джеррі побачив, що відбувається щось непередбачуване, та спробував дістатися до комбінату, проте його відмовилися слухатися роботи. Ніколіана Джеррі доставили на Землю, де йому в суді було висунуто офіційне звинувачення про скоєння ним низки злочиів. Однак він так і не зрозумів суті звинувачень, залишившись під впливом наркотику у світі, створеному своєю уявою.

## Переклади
Повість «Діти Ніколіана» перекладена російською мовою, та увійшла до збірника перекладів Олександра Тесленка на російську мову «Испытание добром», який був виданий у 1984 році у видавництві «Молода гвардія» в серії «Библиотека советской фантастики».